# Ol-Jensmyrtjärnen
Ol-Jensmyrtjärnen är en sjö i Strömsunds kommun i Jämtland och ingår i Ångermanälvens huvudavrinningsområde.